# Lincoln Tunnel
De Lincoln Tunnel is een 2,4 km lange tunnel onder de Hudson in de Verenigde Staten, die de steden Weehawken (New Jersey) en New York met elkaar verbindt.
De bouw van de eerste buis begon in 1934 en de tunnel werd geopend in 1937. Later werden er nog twee buizen toegevoegd, die respectievelijk in 1945 en 1957 geopend werden. In de drie buizen liggen in totaal 6 rijstroken. Tijdens de ochtendspits wordt één rijstrook uitsluitend voor bussen gebruikt.
Dagelijks rijden er gemiddeld 114.000 voertuigen door de tunnel. De Lincoln Tunnel is daarmee een van de drukste voertuigtunnels ter wereld. 